# Bitwa pod Oszmianą (1432)
Bitwa pod Oszmianą – bitwa stoczona 8 grudnia 1432 w trakcie wojny domowej w Wielkim Księstwie Litewskim pomiędzy wojskiem nowego wielkiego księcia litewskiego Zygmunta Kiejstutowicza a wojskiem obalonego wielkiego księcia Świdrygiełły.  
Świdrygiełło opierał się na żywiole ruskim kosztem litewskiego, co stało się przyczyną nieudanego zamachu na Świdrygiełłę dokonanego 31 sierpnia 1432 roku w Oszmianie. Zamachu dokonali bojarzy litewscy wspierających Zygmunta Kiejstutowicza. Po zamachu Świdrygiełło musiał uciekać co spowodowało, że władzę na Litwie przejął Zygmunt Kiejstutowicz. Doprowadziło to do zbliżenia Litwy z królem Władysławem Jagiełłą co zaowocowało podpisaniem Unii grodzieńskiej i nadaniem przywilejów bojarom prawosławnym.  
Bitwę wygrały oddziały Zygmunta Kiejstutowicza. Mimo porażki w pierwszej połowie 1433 roku Świdrygiełło zajął większą część Wielkiego Księstwa, którą Zygmunt, z polską pomocą, odbił we wrześniu. 